# أم بطمة (عمان)
أم بطمة منطقة سكنية تقع في لواء الموقر، محافظة العاصمة في الأردن. تنتمي المنطقة لقضاء الموقر الذي يضم 15 منطقة. يقدر عدد سكانها بـ 5006 نسمة حسب إحصاء 2015.

## الوصلات الخارجية
- دائرة الاحصاءات العامة